# You and I (singel Lady Gagi)

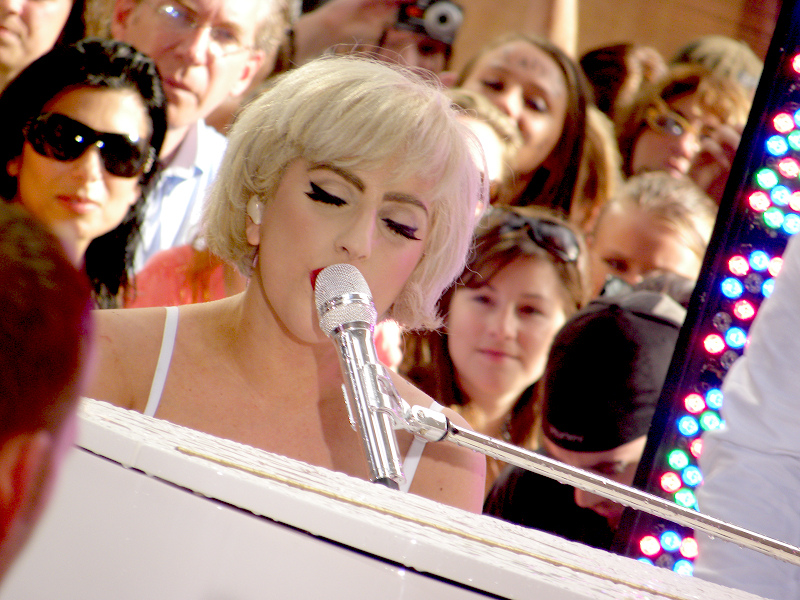
Lady Gaga wykonująca You and I w programie Today.

You and I (zapis stylizowany: Yoü and I) – czwarty singiel amerykańskiej piosenkarki Lady Gagi z jej drugiego albumu studyjnego Born This Way. Radiowa premiera odbyła się w USA 26 lipca 2011 roku.

## Okładka
Okładka singla została wydana 5 sierpnia 2011 roku i przedstawia dwie czarno-białe fotografie w których Gaga zapozowała jako mężczyzna. Na temat okładki artystka skomentowała na swoim profilu na Twiiterze: Nigdy nie znajdziecie tego czego szukacie w miłości, jeśli nie pokochacie samych siebie.

## Tło
Piosenka została napisana przez samą Lady Gagę, a wyprodukowana przez Roberta Johna Langa jak i samą artystkę. Lady Gaga wyznała, iż piosenka będzie utrzymywać się w rock n roll'owym klimacie. Ujęcia z debiutanckiego wykonania utworu z czerwca 2010 roku pojawiły się w internecie zaraz po występie i z powodu pozytywnego przyjęcia zachęcono piosenkarkę do ponownego wykonania piosenki podczas jej pierwszego koncertu w ramach trasy The Monster Ball Tour w Montrealu. W wywiadzie Lady Gaga dodała: „You and I napisałam o najważniejszej osobie jaką kiedykolwiek spotkałam”.
"You and I” został ogłoszony przez Gagę w dniu 22 lipca 2011 r. jako czwarty singiel z albumu Born This Way.

## Teledysk

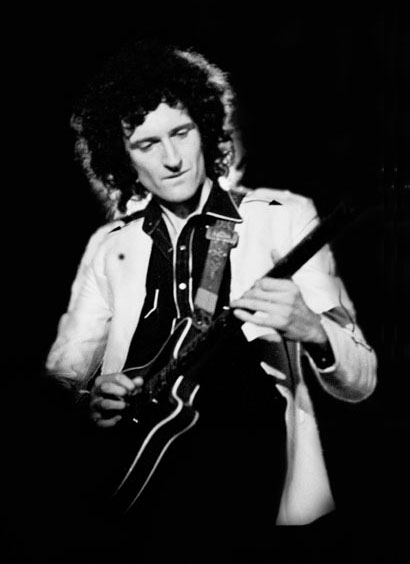
Brian May, grający na gitarze dla zespołu Queen zgodził się zagrać w piosence You and I

Lady Gaga na swoim Twitterze oznajmiła, że trwają prace nad teledyskiem do nowego singla, a jego premiera ma odbyć się w ciągu kilku następnych dni. Teledysk został nakręcony nie bez powodu w stanie Nebraska w USA w mieście Springfield, ponieważ właśnie o tym stanie śpiewa artysta w singlu You and I.
Na temat wideoklipu artystka powiedziała: „Teledysk opowiada o tym, jak wyruszyłam w pieszą podróż z Nowego Jorku do Nebraski, aby odzyskać mojego chłopaka. Nie mam przy sobie bagażu, moje kostki krwawią, trawa wchodzi mi do butów i mam na sobie bardzo nowojorski, wełniany sweter.”
2 sierpnia 2011 r. piosenkarka opublikowała na swoim Twitterze wiadomość: „Teledysk do You and I będzie moim 1000. tweetem”. Do chwili opublikowania tej informacji Lady Gaga dodała 991 wpisów z częstotliwością około jednego dziennie. Biorąc to pod uwagę, wideoklip powinien ujrzeć światło dzienne w sierpniu br.
Lady Gaga 16 sierpnia napisała na swoim profilu w serwisie Facebook, że teledysk do utworu będzie miał swoją premierę 18 sierpnia, jednak artystka zmieniła zdanie i internetowa premiera teledysku odbyła się jeszcze tego samego dnia (16 sierpnia). Teledysk zgodnie z wcześniejszymi zapowiedziami artystki przedstawia Lady Gagę podczas podróży do Nebraski, a w międzyczasie są ukazane sceny gdzie gra na pianinie, jest poddana nieludzkim torturom, stoi na ślubnym kobiercu ze swoim chłopakiem oraz w niektórych ujęciach przedstawiona jako syrena. W klipie można również zauważyć, że w jednej ze scen jest ukazana w stylizacji mężczyzny, podobnej do tej znajdującej się na okładce singla. Występuje tam także jako GaGaBionic, czyli człowiek po eksperymentach.

## Wykonania na żywo
Po pierwszym wykonaniu piosenki na Elton John's White Tie and Tiara Ball, Gaga zaśpiewała piosenkę na żywo w programie telewizyjnym Today 9 lipca 2010 roku. Gaga wykonała albumową wersję 5 maja 2011 roku w programie telewizyjnym The Oprah Winfrey Show.
Piosenka była później wykonana na zarejestrowanym przez telewizję HBO koncercie „Lady Gaga Presents the Monster Ball Tour: At Madison Square Garden” 7 maja 2011 roku. Jazzowa wersja „You and I” została zaprezentowana w czasie Radio 1's Big Weekend w Carlisle, Cumbria 18 maja 2011 roku, natomiast podczas gali MTV Video Music Awards 2011 artystka wykonała singiel razem z Brianem Mayem przebrana na swoje alter ego – Jo Calderone.

## Personel
- Lady Gaga – tekst, muzyka, producent muzyczny i wokal wspierający
- Robert John „Mutt” Lange – producent, wokal wspierający i audio mixing
- Olle Romo – oprogramowanie muzyczne
- Brian May – gitara
- Tom Ware – nagrywanie
- Horace Ward – nagrywanie
- Justin Shirley Smith – gitara
- Gene Grimaldi – mastering

## Lista utworów
- Digital download

1. „You and I” – 5:07

- CD single

1. „You and I” (Radio Edit) – 4:07
2. „You and I” (Mark Taylor Radio Edit) – 3:56

- You and I – The Remixes

1. „You and I” (Wild Beasts Remix) – 3:51
2. „You and I” (Mark Taylor Remix) – 5:02
3. „You and I” (10 Kings Remix) – 4:29
4. „You and I” (ATB Remix) – 8:08
5. „You and I” (Metronomy Remix) – 4:20
6. „You and I” (Danny Verde Remix) – 7:48
7. „You and I” (Hector Fonseca Remix) – 8:03

- You and I – Limited 7” picture disc vinyl

1. „You and I” (Wild Beasts Remix) – 3:51
2. „You and I” (Metronomy Remix) – 4:20[3][4]

## Notowania
| Lista przebojów (2011)  | Najwyższa pozycja |
| ----------------------- | ----------------- |
| Australia (ARIA)        | 14                |
| Canadian Hot 100        | 10                |
| UK Singles Chart        | 23                |
| US Hot Dance Club Songs | 1                 |
| US Billboard Hot 100    | 6.                |
| Brasil Hot 100          | 1                 |